# Grangeria porosa
Grangeria porosa là một loài thực vật có hoa trong họ Cám. Loài này được Boivin ex Baill. mô tả khoa học đầu tiên năm 1868.